# Stazione di Niscemi
La stazione di Niscemi è una stazione ferroviaria posta al km 335+917 della linea ferroviaria Catania-Caltagirone-Gela; costruita a servizio della città di Niscemi è stata sospesa dal servizio passeggeri successivamente al crollo di un viadotto avvenuto nel maggio 2011.

## Storia
All'inizio degli anni cinquanta il Ministero dei lavori pubblici promosse uno studio per riprendere i lavori di costruzione della linea ferroviaria Caltagirone–Gela, che avevano subito una lunga battuta di arresto già da prima della seconda guerra mondiale. Aggiornando il progetto anteguerra venne progettata una moderna stazione fornita di servizi accessori con bar e biglietteria, e ampio atrio. 
I lavori, tuttavia, vennero portati avanti con lentezza estrema tanto che l'inaugurazione avvenne solo nel novembre 1979 alla presenza di numerose autorità locali e dello stesso Ministro dei Lavori Pubblici.
Da maggio 2011 i collegamenti ferroviari tra la stazione di Niscemi e le stazioni di Caltagirone e Gela sono sospesi in seguito all'interruzione della tratta Niscemi-Caltagirone dovuta al crollo dell'arcata di un viadotto; la stazione è temporaneamente sospesa dal servizio ferroviario.

## Strutture e impianti
Il fabbricato viaggiatori e gli edifici accessori della stazione sono costruiti in calcestruzzo faccia vista e mattoni. L'edificio principale è a due piani con ufficio movimento, lavori e servizi vari; è posto ad ovest dei binari (procedendo in direzione Caltagirone/Catania).
All'interno di esso si trova un ampio atrio con biglietteria, locali di servizio e bar.
Il piazzale ha 3 binari per servizio viaggiatori con ampie banchine, pensiline e sottopassaggi e 2 per servizio merci passanti. Ad est il piazzale merci fornito di ponte a bilico da 40 t della lunghezza di 9 m.
Sin dalla sua apertura è stata esercita in telecomando DCO e presenziata per il solo servizio commerciale.